# Alekszandr Vasziljevics Szamszonov
Alekszandr Vasziljevics Szamszonov (oroszul: Александр Васильевич Самсонов; Andrejevka, 1859. november 2. – Willenberg, 1914. augusztus 29.) orosz tábornok, a 2. orosz hadsereg parancsnoka.

## Származása
Andrejevkában, az akkori Orosz Birodalom részét képező kisvárosban, a mai Ukrajna területén született 1859. november 2-án.

## Katonai pályafutása
A lovastiszti iskola elvégzése után harcolt az orosz–török háborúban (1877–1878). 1884-ben elvégezte a vezérkari akadémiát. 1896-tól 1904-ig egy lovassági iskola parancsnoksága volt a kezében, 1902-ben kapta meg a tábornoki kinevezését. Az orosz–japán háború során (1904–1905 között) egy lovashadosztály parancsnoka volt. A mukdeni csata idején  látványosan összeveszett Pavel Rennenkampf tábornokkal, akivel az első világháború folyamán együtt kellett működnie.

### Az első világháború
Az első világháború kitörése után nem sokkal, 1914 augusztusában lovassági tábornoki rangban a 2. orosz hadsereg parancsnokának nevezték ki. Együtt kellett volna működnie régi ellenségével, Rennenkampf tábornokkal, ez viszont nem volt sikeres. A kölcsönös bizalmatlanság és a rossz szervezés azt eredményezte, hogy a tannenbergi csatában  hadserege súlyos vereséget szenvedett.

#### A tannenbergi csata
1914. augusztus 25-én Tannenbergnél (ma: Stębark) csaptak össze a Paul von Hindenburg és Erich Ludendorff vezette 8. német hadsereg a Szamszonov és Rennenkampf által irányított 1. és 2. orosz hadsereggel. A csatában a már említett rivalizálás miatt, a németeknek sikerült bekeríteni az orosz erőket. Szamszonov, miután a küzdelem kilátástalanná vált, utasította vezérkarát, hogy a megmaradt, megtépázott orosz erők törjenek ki a német bekerítésből.

## Halála
A parancs kiadása után rövidesen, a pusztítást és a hatalmas emberáldozatot látva Willenbergnél (ma: Wielbark) az egyik közeli erdőbe sétált. Elővette pisztolyát, és főbe lőtte magát. A halálának helyén egy emlékkő áll ma.